# Arturo Córdoba
Luis Arturo Córdoba (ur. 19 maja 1949 w Tegucigalpie) – honduraski lekkoatleta, olimpijczyk.
Reprezentował Honduras na pierwszych dla tego kraju igrzyskach olimpijskich (Meksyk 1968). Wystąpił tam jedynie w eliminacjach biegu na 1500 metrów. W swoim wyścigu zajął ostatnie dwunaste miejsce (5:18,92) z dużą stratą do przedostatniego zawodnika (ponad minuta do Rudiego Simona z Belgii). Jego rezultat okazał się być najsłabszym ze wszystkich eliminacyjnych biegów (przedostatni był jego rodak Emilio Barahona).
Był najmłodszym reprezentantem Hondurasu na tych igrzyskach.